# Brachionidium piuntzae
Brachionidium piuntzae är en orkidéart som beskrevs av Carlyle August Luer. Brachionidium piuntzae ingår i släktet Brachionidium och familjen orkidéer. Inga underarter finns listade i Catalogue of Life.